# Sikorzyn (przystanek kolejowy)
Sikorzyn – kolejowy przystanek osobowy w Sikorzynie (od 1999 województwo wielkopolskie) na trasie normalnotorowej linii kolejowej Domachowo – Karzec należącej do Gostener Kreisbahn/Gostyńskiej Kolei Powiatowej.

## Historia
Ruch osobowy zainaugurowano tu 1 października 1904, chociaż samą linię otwarto 4 listopada 1903 roku. W 1935 ruch osobowy na linii został zawieszony; do tego czasu na przystanku zatrzymywała się zaledwie jedna para pociągów dziennie. Przystanek został zlikwidowany w l. 1967–1972, a budynek i tory zostały rozebrane.